# Manuel Felipe Molina
Manuel Felipe Molina (San Miguel de Tucumán, 1768 - Buenos Aires, 1815) fue un religioso argentino, miembro de la Junta Grande de Gobierno de su país y partidario de su presidente, Cornelio Saavedra.

## Revolución de Mayo

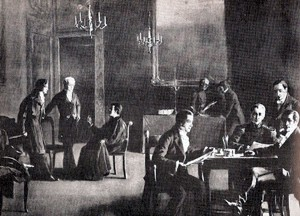
Primera Junta.

El 11 de junio de 1810 el Cabildo de San Miguel de Tucumán convocó a una reunión a efectos de considerar las noticias llegadas desde Buenos Aires y "atendiendo a que esta ciudad es subalterna" decidieron notificar al Gobernador Intendente de Salta. El Cabildo de la ciudad de Salta decidió acatar a la Junta ante lo que el 27 del mismo mes y año el Cabildo Abierto de San Miguel de Tucumán presidido por Clemente Zabaleta y con la presencia de 36 vecinos nombró por consenso a Manuel Felipe Molina como diputado ante la Junta.

## Junta Grande

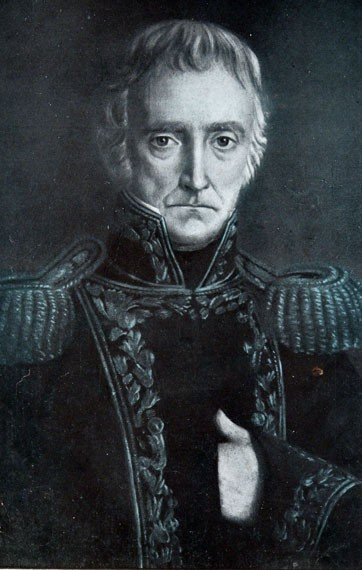
Cornelio Saavedra, presidente de la Junta.

El 16 de agosto el Cabildo de la ciudad de San Miguel de Tucumán informó a la Junta de la designación de Manuel Felipe Molina y el 4 de octubre el diputado electo comunicó que "...se pondrá en marcha para la capital á desempeñar su cargo de Diputado y expresa la adhesión de aquel vecindario al Gobierno". En un informe del 10 de octubre el coronel Francisco Ortiz de Ocampo a cargo del Ejército del Norte recomienda al diputado electo.
El 18 de diciembre de 1810 el diputado por Tucumán se sumó a los miembros de la Primera Junta y a los delegados de los cabildos de Santa Fe, Corrientes, Catamarca, Mendoza (Capital), Salta, Córdoba, Tarija y Jujuy para constituir el nuevo gobierno que fue denominado Junta Grande.

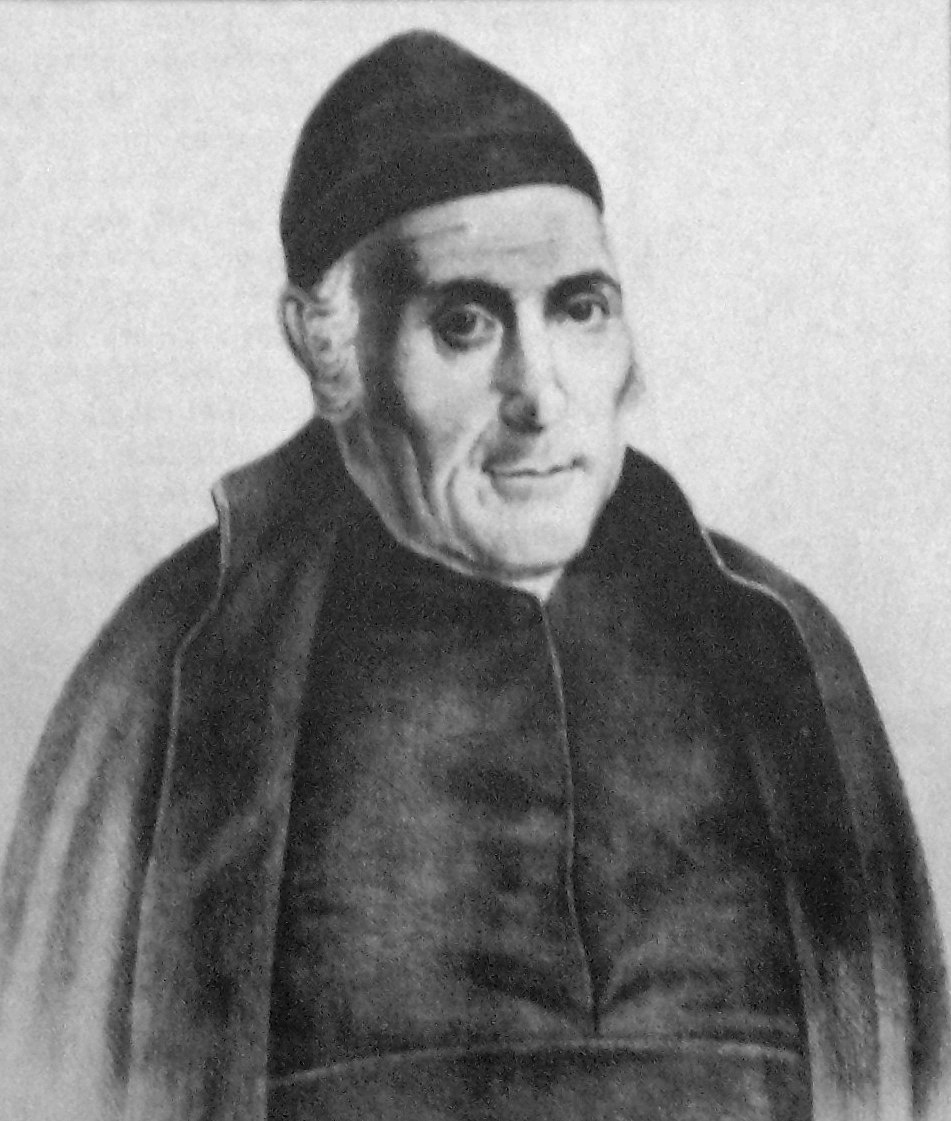
Gregorio Funes, diputado por Córdoba.

El 5 y 6 de abril de 1811 un movimiento que anticipó un levantamiento del sector morenista de la revolución llevó a una concentración del poder real en Saavedra, el Deán Gregorio Funes y el líder del movimiento, Joaquín Campana. Manuel Felipe Molina apoyó fuertemente a Saavedra pese a representar una ciudad que en tanto subalterna no se beneficiaba de la posición del Deán favorable a las Gobernaciones.
Un largo folleto, sin título, que comienza "El primer movimiento con que la capital de Buenos Ayres hizo ver sus derechos...", publicado en Buenos Aires en agosto de 1811, informa acerca de una misión de Saavedra y Manuel Felipe Molina hacia el Alto Perú.
Efectivamente, el 4 de octubre de 1811 llegó a la ciudad de Salta el Presidente de la Junta, brigadier Cornelio Saavedra con una escolta de húsares de Buenos Aires y soldados del Regimiento N.º 4, en compañía del vocal doctor Manuel Felipe Molina, y permanecieron hasta enero de 1812.
La oposición morenista, el fracaso de las campañas contra las provincias rebeldes al movimiento (Alto Perú, Paraguay y la Banda Oriental), el descontento de los diputados de ciudades dependientes que habían sido el principal sostén del sistema condujeron a la Junta a la debilidad y el descrédito.
El 22 de septiembre de 1811, aprovechando la ausencia de Saavedra, Manuel Felipe Molina y Funes el cabildo de Buenos Aires logró que la Junta ordenara la creación de un nuevo poder ejecutivo, el Triunvirato. La Junta debía continuar como poder legislativo, no obstante lo cual cuando procedió a sancionar un reglamento constitucional, el Triunvirato lo sometió al Cabildo de Buenos Aires y lo alentó a rechazarlo. Ante el reclamo de la Junta el ejecutivo la disolvió en noviembre de ese mismo año y unas semanas más tarde los restantes diputados del interior fueron expulsados de la ciudad.